# Омеляненко Василь Онуфрійович
Омеля́ненко Васи́ль Ону́фрійович (3 серпня 1925, смт. Опішня, Полтавська округа, УСРР — 28 січня 2021) — заслужений майстер народної творчості Української РСР (1976), лауреат Премії імені Данила Щербаківського (1995), Національної премії України імені Тараса Шевченка (1999). Член Національної спілки майстрів народного мистецтва України (1998) та Національної спілки художників України (1971), найстарший гончар Полтавщини на час своєї смерті.

## Біографічні відомості
Народився у смт. Опішні у бідній селянській родині. Сім'я не мала своєї хати, наймала житло у односельчан на кутку Гончарівці, де споконвіку жили гончарі.
До війни закінчив семирічну освіту, а середню здобував вже після війни у вечірній школі.
1950 року Василь Омеляненко закінчив вечірню школу і 9 грудня 1950 став до роботи на заводі «Художній керамік».
З того часу все його життя і художня творчість були пов'язані із заводом.
Він сам, а більше, — його твори, — брали участь у численних виставка та конкурсах, як в Україні, так і за кордоном: у Бельгії, Канаді, Японії, Болгарії, Югославії, Польщі, США, Норвегії, Великій Британії та інших країнах світу.
У 1971 році став членом Спілки художників УРСР. Працював у галузі декоративно-ужиткового мистецтва (кераміка).
Член Національної спілки майстрів народного мистецтва України від 1998 року.
Будучи на пенсії, не припиняв своєї творчості.
Входив до складу наглядової ради Національного музею-заповідника українського гончарства.

## Творчість
Ліпити з глини почав ще з дитинства, за його спогадами — років з дев'яти. Ця його початкова творчість допомагала сім'ї прожити.
На початку 1960-х років декоративна скульптура «Баран» Василя Онуфрійовича вперше представляла опішнянський завод «Художній керамік» на виставці в Брюсселі (Бельгія).
Після першого вдалого показу роботи Василя Омеляненка почали виставлятися на обласних та республіканських (в СРСР) виставках декоративно-ужиткового мистецтва. Майже завжди його твори відзначалися нагородами. Неодноразово ставав лауреатом республіканських та всесоюзних художніх виставок, конкурсів, фестивалів. Його вироби репрезентували українське мистецтво на міжнародних виставках у Бельгії, Канаді, Японії, Болгарії, Югославії, Польщі, США, Норвегії, Великій Британії та інших країнах світу. Роботи В. Омеляненка займають достойні місця в престижних музейних зібраннях Європи.
Його основні художні твори: «Гірський козел» (1971), «Лев» (1974), «Свято врожаю» (1976), «Бик» (1980). Унікальною є робота «Лев при двох головах» (1997) до Першого регіонального симпозіуму керамічної скульптури «Поезія гончарства на майданах і в парках України» (друга премія Симпозіуму).
До 85-річчя Василя Омеляненка Національний музей-заповідник українського гончарства в Опішному організував персональну виставку майстра, що відбулась під час II Тижня Національного Гончарного Здвиження в Опішному «Здвиг-2010» у будівлі колишнього Опішнянського гончарного навчально-показового пункту Полтавського губернського земства.

Омеляненко Василь Онуфрійович виступає на святі гончарства у Опішні. 2016 р.

## Нагороди і відзнаки
- 1976 року за визначний внесок у розвиток українського народного мистецтва В. Омеляненку присвоєне почесне звання «Заслужений майстер народної творчості Української РСР»
- 1995 року його нагороджено Премією імені Данила Щербаківського
- 1999 року майстер став лауреатом Державної премії України імені Т. Шевченка
- Орден «За заслуги» ІІІ ступеня (23 серпня 2021, посмертно) — за значний особистий внесок у державне будівництво, зміцнення обороноздатності, соціально-економічний, науково-технічний, культурно-освітній розвиток Української держави, вагомі трудові досягнення, багаторічну сумлінну працю та з нагоди 30-ї річниці незалежності України[3]